# روابط حق تکثیر ایران و آمریکا
روابط حق تکثیر ایران و آمریکا (انگلیسی: Iran–United States copyright relations) 
به بخشنامه 38a دفتر حق تکثیر ایالات متحده آمریکا اشاره دارد که طبق آن ایران هیچ گونه رابطه رسمی حق تکثیر با ایالات متحده آمریکا ندارد.
بنابراین، آثار منتشر شده از ایران، صرف نظر از قوانین حق چاپ محلی این کشورها، در ایالات متحده دارای حق چاپ نیستند. اطلاعات بیشتر در 17 U.S.C. § 104(b)(2) که در بخشنامه ذکر شده است، ذکر شده است. با این حال، آثار منتشر نشده، صرف نظر از مبدا یا ملیت نویسندگان آثار، تا زمانی که منتشر نشده باشند، دارای حق چاپ هستند (17 U.S.C. § 104(a)).

## نرم‌افزار توزیع‌شده رایگان
محصولات مایکروسافت را می‌توان در ایران، چه توسط ادارات دولتی، دانشگاه‌ها یا کاربران شخصی، کپی و آزادانه توزیع کرد. مراکز خریدی در تهران و سایر شهرهای ایران وجود دارند که در توزیع نرم‌افزارهای اغلب بسیار تخصصی تخصص دارند.
اخیراً، افزایش وب‌سایت‌های ورز ایرانی مشاهده شده است، زیرا قوانین ایران میزبانی آنها را در ایران ممنوع نمی‌کند. از این رو، برخلاف اکثر کشورهای دیگر که میزبانی این وب‌سایت‌ها ممکن است به طور بالقوه منجر به پیگرد قانونی شود، انجام این کار در ایران بسیار کارآمد است.

## استفاده از محتوای بدون مجوز در رسانه‌ها

چاپ افست کتاب‌های درسی دانشگاهی محبوب در ایران. کتاب درسی اکسل اشپرینگر اس.ای در مورد مکانیک کوانتومی که در اینجا مشاهده می‌کنید توسط جهاد دانشگاهی، یک سازمان وابسته به دولت، چاپ شده است.

این روزها غیرمعمول نیست که سازمان صدا و سیمای جمهوری اسلامی ایران، سازمان پخش تلویزیون دولتی ایران، نسخه‌های ویرایش شده و سانسور شده از فیلم‌های پرفروش هالیوودی دوبله شده به فارسی را پخش کند. با این حال، برخی از سینماها، مانند "سینما فرهنگ" در تهران، فیلم‌ها را به زبان اصلی نمایش می‌دهند. هیچ‌کدام با مجوز نمایش داده نمی‌شوند، زیرا هیچ رابطه‌ای بین ایران و هیچ شرکت آمریکایی وجود ندارد. 
دی‌وی‌دی بدون مجوز یک فیلم هالیوود اغلب زودتر از اکران فیلم در سینماهای ایالات متحده، در فروشگاه‌های سراسر ایران عرضه می‌شود. اکثر فیلم‌های تازه اکران شده، نسخه‌های هندی‌کم در سینما هستند. با این وجود، کمبودی در کپی‌های بدون مجوز با کیفیت دی‌وی‌دی وجود ندارد.
دانشگاه‌ها تقریباً به‌طور کامل به ترجمه کتاب‌های درسی بدون مجوز ناشران خارجی متکی هستند. اگر به زبان انگلیسی باشند، کتاب‌ها چاپ افست هستند که دانشجویان را قادر می‌سازد کتاب‌های درسی را با قیمت‌های یارانه‌ای خریداری کنند. در حالی که بیشتر محتوای اصلی حفظ می‌شود، تفاوت بین نسخه‌های اصلی و کپی‌های غیرمجاز کتاب‌های درسی، جایگزینی تصاویر به منظور مطابقت با فرهنگ ایرانی به جای فرهنگ‌های غربی است. علاوه بر این، این کتاب‌های درسی اغلب برای فروش با قیمت‌های ارزان‌تر به کشورهای دیگر صادر می‌شوند که روابط حق چاپ با ایالات متحده را حفظ می‌کنند.